# AMPA
L'acido α-ammino-3-idrossi-5-metil-4-isossazol-propionico, in acronimo AMPA (dall'inglese α-Ammino-3-idrossi-5-Metil-4-isossazol-Propionic Acid) è l'agonista per i recettori ionotropici AMPA (recettore glutammatergico) nel sistema nervoso centrale mediando la risposta eccitatoria sinaptica veloce, essenziale per il funzionamento cerebrale.